# Erling Haaland
Erling Braut Haaland (né Håland; phát âm tiếng Na Uy: [ˈhòːlɑn]; sinh ngày 21 tháng 7 năm 2000) là một cầu thủ bóng đá chuyên nghiệp người Na Uy hiện đang thi đấu ở vị trí tiền đạo cắm cho câu lạc bộ Premier League Manchester City và đội tuyển bóng đá quốc gia Na Uy. Được đánh giá là một trong những cầu thủ xuất sắc nhất thế giới trong thế hệ của mình, anh nổi tiếng nhờ lối chơi giàu tốc độ, thể lực sung mãn, khả năng săn bàn vượt trội và khả năng dứt điểm siêu hạng trong vòng cấm. Anh hiện đang nắm giữ kỷ lục là cầu thủ ghi nhiều bàn thắng nhất trong một mùa giải Premier League, với 36 bàn thắng ghi được sau 35 lần ra sân trong mùa giải ra mắt.
Trải qua hệ thống đào tạo trẻ, Haaland đã chơi ở cấp độ cao cấp cho các đội dự bị và đội cao cấp của Bryne. Sau đó, anh chuyển đến Molde vào năm 2017 (cũng chơi cho đội dự bị của họ), đội bóng mà anh đã trải qua hai mùa giải. Haaland đã ký hợp đồng với đội bóng Austrian Bundesliga Red Bull Salzburg vào tháng 1 năm 2019, giành được hai chức vô địch quốc gia và một Austrian Cup. Tháng 12 năm 2019, anh chuyển đến câu lạc bộ Bundesliga của Đức Borussia Dortmund, nơi anh đã giành được DFB-Pokal trong mùa giải 2020–21. Vào mùa hè năm 2022, anh chuyển đến Manchester City với mức phí 60 triệu euro (51,2 triệu bảng).
Haaland đã giành được một số giải thưởng cá nhân và phá vỡ nhiều kỷ lục khác nhau trong sự nghiệp của mình. Trong mùa giải 2019–20 với Salzburg, anh trở thành cầu thủ tuổi teen đầu tiên ghi bàn trong 5 trận UEFA Champions League liên tiếp. Anh là cầu thủ ghi bàn hàng đầu của Champions League cho mùa giải 2020–21. Năm 2020, Haaland đã giành được giải thưởng Cậu bé vàng, trong khi vào năm 2021, anh được vinh danh là Cầu thủ xuất sắc nhất mùa giải Bundesliga và được đưa vào FIFA FIFPro World11 trong năm 2021 và 2022. Tại Manchester City, anh cũng đã phá vỡ các kỷ lục của Premier League, bao gồm ghi nhiều bàn thắng nhất trong một mùa giải, cầu thủ lập hai, ba và bốn hat-trick nhanh nhất, và là cầu thủ đầu tiên trong lịch sử giải đấu lập hat-trick trong ba trận sân nhà liên tiếp.
Haaland đã đại diện cho Na Uy ở nhiều cấp độ trẻ khác nhau. Tại FIFA U-20 World Cup 2019, anh giành được Chiếc giày vàng sau khi ghi được chín bàn thắng trong một trận đấu. Anh ra mắt đội tuyển quốc gia chuyên nghiệp vào tháng 9 năm 2019.

## Đầu đời
Haaland sinh ra ở Leeds, Anh, cha anh là Alf-Inge Håland đang thi đấu cho Leeds United tại Premier League vào thời điểm đó. Năm 2004, khi ba tuổi, anh chuyển đến Bryne, Na Uy, quê hương của cha mẹ anh. Cùng với việc chơi bóng đá, Haaland còn tham gia nhiều môn thể thao khác lúc còn nhỏ, bao gồm bóng ném, gôn và điền kinh. Anh cũng được cho là đã đạt được kỷ lục thế giới ở lứa tuổi của mình cho môn nhảy xa khi mới 5 tuổi, với khoảng cách kỷ lục là 1,63 mét vào năm 2006.

## Sự nghiệp câu lạc bộ

### Bryne
Anh gia nhập học viện của câu lạc bộ quê hương Bryne FK. Trong mùa giải 2015-16, anh đã được chơi cho Bryne FK 2 với thành tích 18 bàn thắng sau 14 trận. Điều đó giúp anh được đôn lên đội một thi đấu khi mới chỉ 15 tuổi. Ngày 12 tháng 5 năm 2016, anh có lần đầu ra sân tại Giải bóng đá hạng nhất quốc gia Na Uy (giải cao thứ hai chỉ sau Tippeligaen) trong trận gặp Ranheim Fotball. Trong khoảng thời gian tại Bryne, anh cũng đã có một lần thử việc tại TSG 1899 Hoffenheim của Đức nhưng không thành công. Tổng cộng Håland đã có 16 trận thi đấu cho Bryne.

### Molde

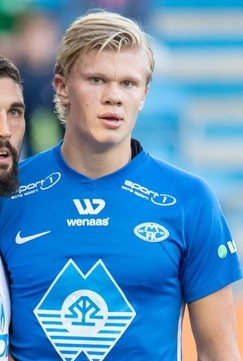
Haaland chơi cho Molde năm 2018.

Vào ngày 1 tháng 2 năm 2017, Molde FK đã công bố việc ký kết hợp đồng thành công với Erling Braut Håland. Anh có trận đấu ra mắt vào ngày 26 tháng 4 năm 2017 tại Cúp quốc gia Na Uy với Volda TI. Håland đã ghi bàn thắng đầu tiên cho Molde trong chiến thắng 3–2 trước Volda. Trận ra mắt giải đấu Tippeligaen của anh vào ngày 4 tháng 6 năm 2017 khi vào sân thay người ở phút 71 trong trận đấu với Sarpsborg 08 và nhận thẻ vàng sau 65 giây có mặt trên sân. Tuy nhiên, đến phút 77 thì anh đã có bàn thắng đầu tiên của mình tại Tippeligaen. Bàn thắng thứ hai anh ghi được vào ngày 17 tháng 9 trong chiến thắng 3-2 trước Viking FK. Sau trận đấu, Håland bị người đồng đội Björn Bergmann Sigurðarson chỉ trích vì đã ăn mừng trước những cổ động viên của Viking. Kết thúc mùa giải đầu tiên với Molde, anh có 4 bàn thắng sau 20 trận.
Vào ngày 1 tháng 7 năm 2018, anh đã ghi tới bốn bàn thắng vào lưới SK Brann chỉ trong vòng 21 phút đầu tiên của trận đấu, qua đó giúp đội giành chiến thắng 4-0 trên sân khách. Cú hat-trick được ghi trong 11 phút 2 giây và cả bốn bàn thắng ghi được chỉ sau 17 phút 4 giây. Một tuyển trạch viên của Manchester United đã có mặt trong trận đấu. Huấn luyện viên của Molde là Ole Gunnar Solskjær phát biểu sau trận đấu đã sánh phong cách chơi của Håland với Romelu Lukaku và tiết lộ câu lạc bộ đã từ chối một số yêu cầu mua Håland từ nhiều câu lạc bộ khác nhau.
Trong trận đấu tiếp theo vào ngày 8 tháng 7, Håland tiếp tục thể hiện khả năng ghi bàn của mình khi có được hai bàn thắng trong chiến thắng 5-1 trước Vålerenga. Håland ghi bàn tại UEFA Europa League trong chiến thắng 3-0 trước KF Laçi vào ngày 26 tháng 7. Do bị chấn thương mắt cá chân, Haaland đã không thể thi đấu ba trận đấu cuối cùng của Molde trong mùa giải. Với những màn trình diễn ấn tượng tại Tippeligaen 2018 thì anh đã giành được giải thưởng Cầu thủ đột phát nhất năm 2018. Mùa giải 2018, anh trở thành cầu thủ ghi bàn nhiều nhất cho Molde với 16 bàn thắng trong 30 trận trên mọi đấu trường.

### Red Bull Salzburg

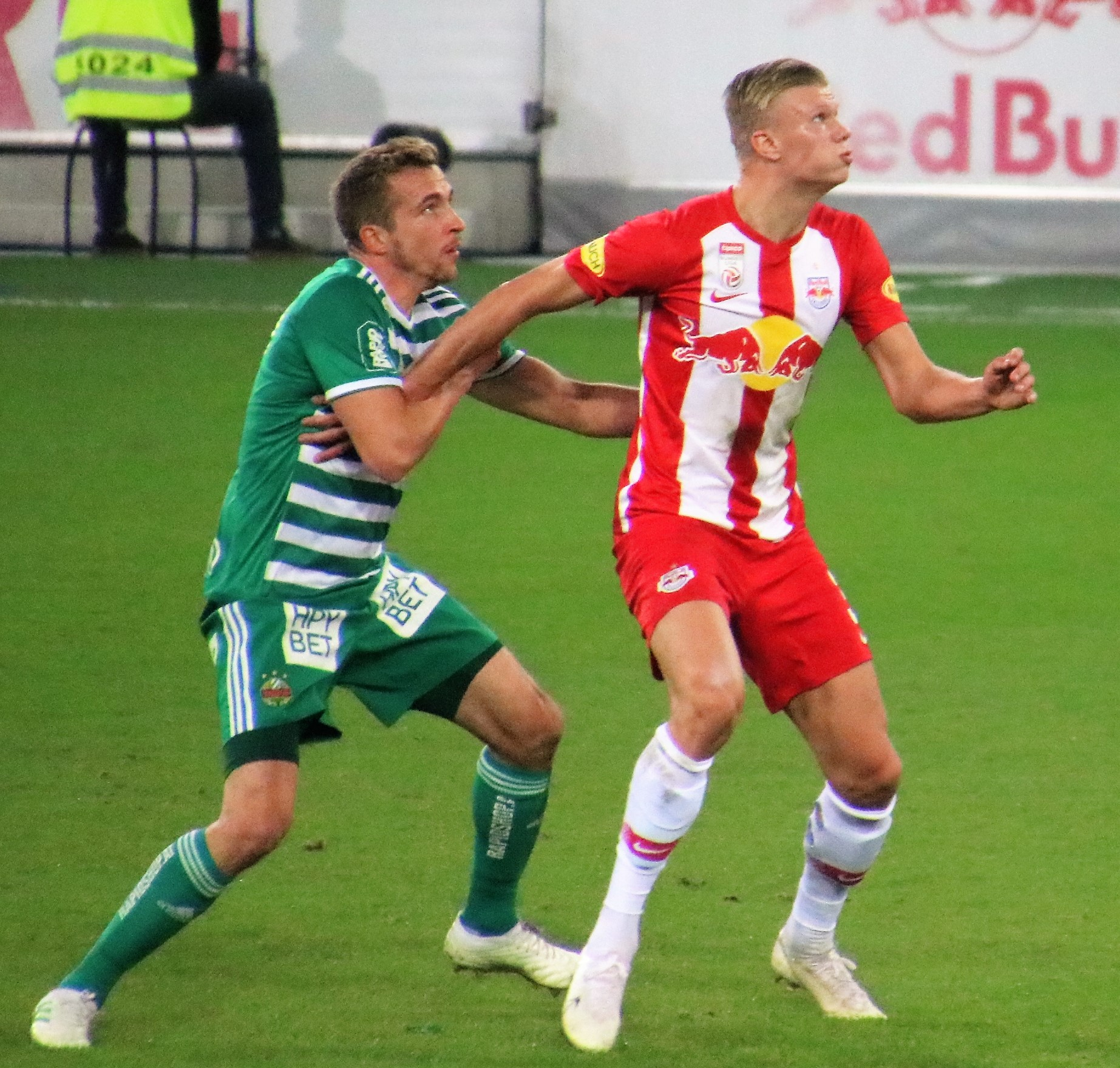
Haaland (bên phải) trong màu áo RB Salzburg năm 2019.

Vào ngày 19 tháng 8 năm 2018, FC Red Bull Salzburg tuyên bố rằng họ đã đạt được thỏa thuận chiêu mộ Håland với một bản hợp đồng có thời hạn 5 năm, bắt đầu từ ngày 1 tháng 1 năm 2019. Ngày 19 tháng 7 năm 2019, anh đã lập cú hat-trick đầu tiên cho câu lạc bộ trong chiến thắng 7-1 trước SC-ESV Parndorf 1919 tại Cúp bóng đá Áo, và vào ngày 10 tháng 8 là cú hat-trick tại Bundesliga Áo trong chiến thắng 5-2 trước Wolfsberger AC. Cú hat-trick thứ ba anh ghi được cho Red Bull Salzburg là vào ngày 14 tháng 9, trong chiến thắng 7-2 trước TSV Hartberg. Håland ghi kỷ lục 11 bàn thắng trong 7 trận đấu, và chỉ ba ngày sau đó tại UEFA Champions League 2019-20, anh tiếp tục có một hat-trick trong chiến thắng 6-2 trước K.R.C. Genk.
Håland sau đó trở thành cầu thủ trẻ thứ hai trong lịch sử Champions League ghi bàn trong ba bàn trong hai trận đấu liên tiếp được thi đấu chỉ sau Karim Benzema, 1 bàn thắng trước Liverpool và 2 bàn trước Napoli. Qua đó, anh cũng trở thành cầu thủ đầu tiên ghi được tới 6 bàn trong 3 trận đầu tiên ở vòng bảng Champions League. Sau đó, anh tiếp tục ghi một bàn thắng vào lưới Napoli để trở thành cầu thủ trẻ đầu tiên ghi bàn trong 4 trận liên tiếp và là cầu thủ thứ tư đạt được kỳ tích đó, sau Zé Carlos, Alessandro Del Piero và Diego Costa. Vào ngày 27 tháng 11, anh đã ghi một bàn thắng nữa trong trận đấu lượt về gặp K.R.C. Genk để đạt được thành tích 5 trận liên tiếp ghi bàn tại Champions League cùng với Alessandro Del Piero, Serhiy Rebrov, Neymar, Cristiano Ronaldo và Robert Lewandowski.

### Borussia Dormund
Mặc dù là mục tiêu của Manchester United và Juventus, câu lạc bộ, Borussia Dortmund đã xác nhận việc ký hợp đồng với Haaland vào ngày 29 tháng 12 năm 2019, ba ngày trước khi kỳ chuyển nhượng mùa đông mở cửa, với mức phí khoảng 20 triệu euro cùng thời hạn bốn năm rưỡi.

#### 2019–2020: Mùa giải ra mắt
Haaland có trận ra mắt Dortmund trên sân khách của FC Augsburg vào ngày 18 tháng 1 năm 2020, anh vào sân thay người ở hiệp hai và lập một hat-trick trong vòng 23 phút với chiến thắng 5–3. Điều này giúp anh là cầu thủ thứ hai trong lịch sử Dortmund sau Pierre-Emerick Aubameyang ghi được ba bàn trong trận ra mắt Bundesliga. Sáu ngày sau, Haaland một lần nữa vào sân từ băng ghế dự bị trong trận gặp 1. FC Köln. Anh ghi bàn sau mười hai phút và có bàn thắng thứ hai sau đó mười phút, giúp đội bóng của anh giành chiến thắng 5–1. Haaland trở thành cầu thủ Bundesliga đầu tiên ghi 5 bàn trong hai trận ra mắt, đồng thời là cầu thủ nhanh nhất đạt được con số đó (56 phút thi đấu). Anh đã giành được giải thưởng Cầu thủ xuất sắc nhất tháng 1 của Bundesliga. Haaland lập cú đúp vào lưới Union Berlin ngày 1 tháng 2, trở thành cầu thủ đầu tiên trong lịch sử ghi bảy bàn trong ba trận đầu tiên ở Bundesliga.
Vào ngày 18 tháng 2, Haaland ghi cả hai bàn thắng cho Dortmund trong chiến thắng 2-1 tại lượt đi trước Paris Saint-Germain ở vòng 16 đội Champions League. Nó đã nâng tổng số bàn thắng của cầu thủ trẻ người Na Uy lên mười bàn thắng tại Champions League mùa giải 2019–20 chỉ trong lần ra sân thứ tám của anh tại giải đấu, và tám bàn thắng anh đã ghi cho Salzburg ở vòng bảng. Tuy nhiên, Dortmund để thua 2–0 trong trận lượt về vào ngày 11 tháng 3, Haaland bị loại khỏi giải đấu lần thứ hai trong cùng một mùa giải.
Sau khi Bundesliga trở lại vào ngày 16 tháng 5 năm 2020 trong bối cảnh đại dịch COVID-19 đang diễn ra, Haaland ghi bàn mở tỷ số cho Dortmund trong chiến thắng 4–0 trước Schalke 04, bàn thắng thứ mười của anh tại Bundesliga. Đó là bàn thắng đầu tiên của một cầu thủ bóng đá chuyên nghiệp Đức kể từ khi các giải đấu tạm dừng vào cuối tháng 3. Vào ngày 20 tháng 6, Haaland ghi cả hai bàn thắng trong chiến thắng 2–0 trước RB Leipzig để giữ vững vị trí thứ hai cho Dortmund ở Bundesliga, giành vé tham dự Champions League mùa sau. Haaland kết thúc mùa giải 2019–20 của mình với 44 bàn thắng sau 40 lần ra sân cho câu lạc bộ trên mọi đấu trường, chơi cho cả Salzburg và Dortmund.

#### 2020–21: Thành công cá nhân

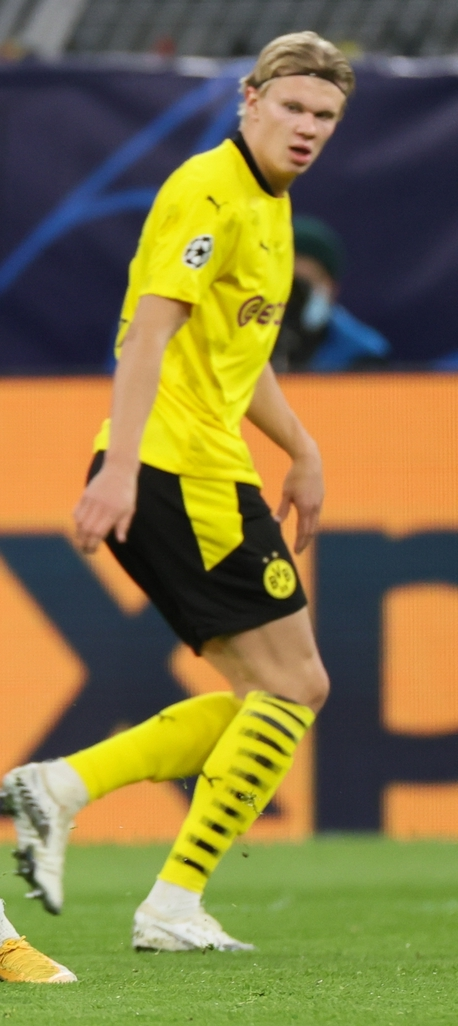
Haaland thi đấu cho Borussia Dortmund vào năm 2020

Ngày 19 tháng 9 năm 2020, trong trận đầu tiên của Dortmund ở mùa giải mới, Haaland ghi một cú đúp trong chiến thắng 3–0 trước Borussia Mönchengladbach. Anh ghi bàn gỡ hòa cho đội bóng của mình trong trận thua 2-3 trước Bayern Munich ở DFL-Supercup vào ngày 30 tháng 9, và một lần nữa ghi bàn vào lưới Bayern Munich khi hai đội gặp nhau tại giải Vô địch Quốc gia vào ngày 7 tháng 11, tại đây Dortmund để thua 2–3 một lần nữa. Ngày 21 tháng 11, Haaland ghi bốn bàn chỉ trong 32 phút trong chiến thắng 5–2 trên sân khách trước Hertha BSC. Năm bàn thắng này trong tháng 11 đã giúp anh giành được giải Cầu thủ xuất sắc nhất tháng của Bundesliga lần thứ hai.
Haaland tiếp tục thành tích săn bàn ấn tượng ở Champions League. Anh ghi sáu bàn trong bốn trận mở màn vòng bảng 2020–21 của Dortmund, với cú đúp trong chiến thắng 3–0 trước Club Brugge vào ngày 24 tháng 11, khiến anh trở thành cầu thủ nhanh nhất ghi 15 (và sau đó là 16) bàn thắng tại UEFA Champions League; anh đã đạt đến thành tích này với chỉ mười hai lần ra sân trong giải đấu. Vài giờ trước trận đấu vòng năm của Dortmund với Lazio vào ngày 2 tháng 12, câu lạc bộ thông báo rằng Haaland đã bị dính chấn thương gân khoeo, điều này sẽ khiến anh phải nghỉ thi đấu cho đến sau năm mới.
Haaland trở lại trong trận đấu với VfL Wolfsburg vào ngày 3 tháng 1 năm 2021. Anh ghi một cú đúp vào lưới RB Leipzig trong chiến thắng 3–1 vào ngày 9 tháng 1, và ghi thêm hai bàn thắng nữa trong trận thua 2-4 của Dortmund trước Borussia Mönchengladbach vào ngày 22 tháng 1. Vào ngày 17 tháng 2, Haaland ghi hai bàn thắng và có một pha kiến tạo trong chiến thắng 3–2 trên sân khách của Dortmund trước Sevilla ở trận lượt đi vòng 16 đội Champions League, nâng tổng số bàn thắng của anh tại giải đấu lên 18 bàn chỉ sau 13 trận đã đấu. Trong trận đấu của Dortmund ở Bundesliga với Bayern tại Allianz Arena vào ngày 6 tháng 3, Haaland ghi hai bàn trong vòng mười phút đầu tiên để giúp đội bóng của anh dẫn trước 2–0. Tuy nhiên, anh bị thay ra trong hiệp hai, và Bayern đã ngược dòng giành chiến thắng 4–2. Bàn thắng thứ hai của Haaland là bàn thắng thứ 100 trong sự nghiệp của anh chỉ sau 146 lần ra sân.
Haaland đã ghi một cú đúp nữa vào lưới Sevilla trong trận đấu lượt về vào ngày 9 tháng 3, khi đội bóng của anh hòa 2–2 và tiến vào tứ kết Champions League với tổng tỷ số 5–4. Chỉ với 14 trận đã thi đấu, anh trở thành cầu thủ trẻ nhất và nhanh nhất có được 20 bàn thắng trong giải đấu, đồng thời trở thành người ghi nhiều bàn thắng nhất trong bốn lần tham dự UEFA Champions League liên tiếp.

#### 2021–22: Chấn thương và ra đi
Haaland bắt đầu mùa giải 2021–22 với cú hat-trick vào lưới Wehen Wiesbaden ở vòng 1 DFB-Pokal vào ngày 7 tháng 8 năm 2021. Một tuần sau, vào ngày thi đấu đầu tiên của Bundesliga, anh lập một cú đúp và có 3 pha kiến tạo giúp Dortmund đánh bại Eintracht Frankfurt với tỷ số 5–2. Trong những tháng đầu tiên của mùa giải, Haaland phải ngồi ngoài vì chấn thương gân khoeo. Anh trở lại vào ngày 16 tháng 10, ghi một cú đúp Mainz trong chiến thắng 3–1 trước Mainz. Một thời goan sau đó, Haaland bị chấn thương cơ hông, và phải nghỉ thi đấu hai tháng. Anh trở lại vào ngày 27 tháng 11, ghi bàn thắng thứ 50 tại Bundesliga trong chiến thắng 3-1 trước Wolfsburg, trở thành cầu thủ trẻ nhất và nhanh nhất ghi được 50 bàn thắng ở giải đấu này.

### Manchester City

#### 2022–23: Phá kỷ lục mùa giải đầu tiên và cú ăn ba

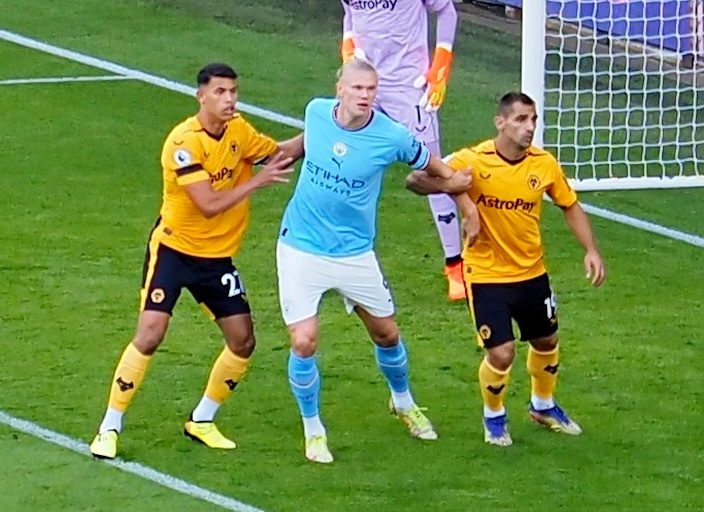
Haaland (giữa) đang thi đấu Manchester City trong trận gặp Wolverhampton năm 2022

Ngày 10 tháng 5 năm 2022, câu lạc bộ Manchester City ở Premier League có thông báo đã đạt được thỏa thuận ký hợp đồng với đối với Erling Haaland sau khi kích hoạt có giá trị 60 triệu euro (51,2 triệu bảng). Thỏa thuận này được chính thức hóa vào ngày 13 tháng 6, với việc Manchester City thông báo rằng Haaland sẽ gia nhập câu lạc bộ này theo hợp đồng có thời hạn 5 năm và nhận mức lương khoảng 437.000 euro/tuần có hiệu lực từ ngày 1 tháng 7. Anh có trận ra mắt thi đấu vào ngày 30 tháng 7, thi đấu trọn vẹn trong 90 phút, trong trận thua 1–3 trước Liverpool ở FA Community Shield 2022. Ngày 7 tháng 8, anh ghi hai bàn trong trận ra mắt ở Premier League trong chiến thắng 2–0 trước West Ham United. Ngày 27 tháng 8, Haaland ghi hat-trick đầu tiên tại Premier League trong chiến thắng 4–2 trước Crystal Palace, và ghi bàn thứ hai, một hat-trick hoàn hảo, bốn ngày sau trong chiến thắng 6–0 trước Nottingham Forest, khiến anh trở thành cá nhân nhanh nhất trong lịch sử Premier League lập hai cú hat-trick, phá kỷ lục trước đó là 14 trận; sau đó anh được bầu chọn là Cầu thủ xuất sắc nhất tháng của Premier League tháng 8, tháng đầu tiên anh thi đấu ở giải đấu này.

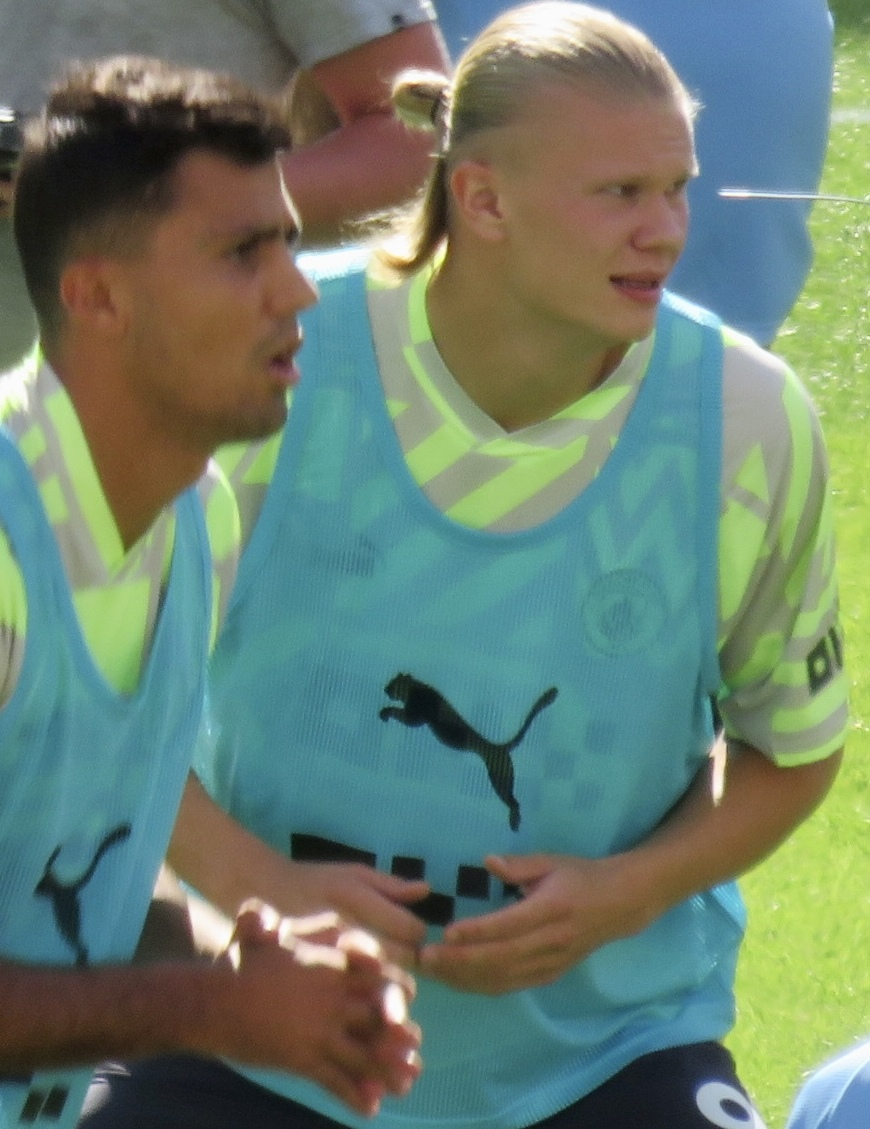
Haaland khởi động trước trận đấu cùng Rodri và toàn đội Manchester City

Ngày 6 tháng 9, Haaland có trận ra mắt ở UEFA Champions League trong màu áo Manchester City, ghi hai bàn vào lưới đối thủ Sevilla và trở thành cầu thủ đầu tiên ghi 25 bàn sau 20 lần ra sân ở Champions League. Ngày 2 tháng 10, anh trở thành cầu thủ đầu tiên trong lịch sử Premier League lập hat-trick trong ba trận sân nhà liên tiếp trong chiến thắng 6–3 trước Manchester United, trong đó anh cũng có hai pha kiến tạo. Anh cũng đã trở thành cầu thủ lập ba hat-trick nhanh nhất trong lịch sử Premier League, lập được ba hat-trick trong 8 trận tại giải đấu và vượt qua thành tích trước đó là Michael Owen đã lập công sau 48 trận năm 1998, đồng thời phá vỡ kỷ lục của Alan Shearer với cú ba hat-trick trong 10 trận trong mùa giải 1994–95. Ngày 28 tháng 12, Haaland lập một cú đúp trong chiến thắng 3–1 trên sân khách trước Leeds United, nâng tổng số bàn thắng của anh lên con số 20 sau 14 trận và trở thành cầu thủ ghi 20 bàn thắng nhanh nhất trong lịch sử Premier League, phá kỷ lục của Kevin Phillips trong màu áo Sunderland sau 23 trận. Ngày 22 tháng 1 năm 2023, Haaland lập một hat-trick vào lưới Wolverhampton Wanderers, giúp anh có tổng cộng 25 bàn thắng, qua đó vượt qua hai chân sút hàng đầu của mùa giải trước, Mohamed Salah và Son Heung-min, cả hai cùng có 23 bàn thắng.

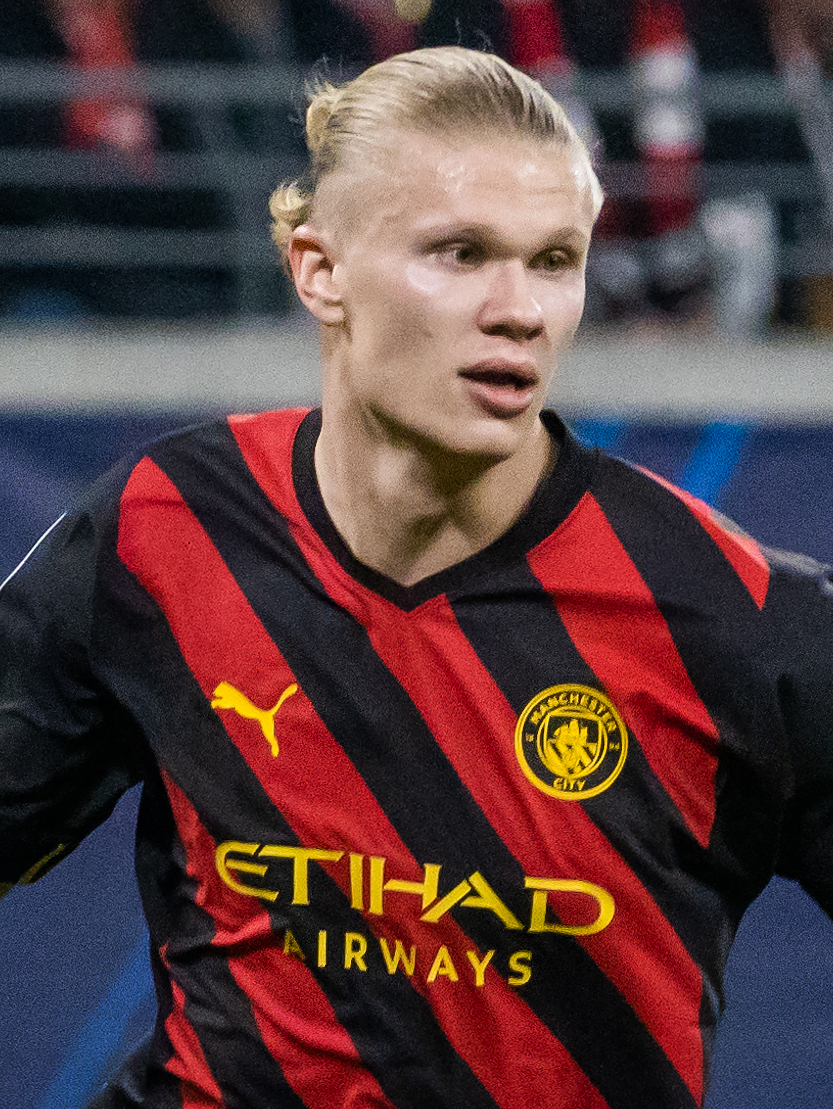
Haaland với Manchester City tại UEFA Champions League

Ngày 14 tháng 3, Haland ghi 5 bàn trong chiến thắng 7-0 trước RB Leipzig, trở thành cầu thủ thứ ba ghi được 5 bàn trong một trận đấu tại Champions League sau Lionel Messi và Luiz Adriano. Anh cũng trở thành cầu thủ ghi 5 bàn thắng nhanh nhất trong một trận đấu tại đây. Với 5 bàn thắng đó, Haaland đã ghi tổng cộng 39 bàn trên mọi đấu trường, phá vỡ kỷ lục của Tommy Johnson với 38 bàn ghi được cho câu lạc bộ vào mùa giải 1928-29.
Ngày 11 tháng 4, anh ấn định tỷ số 3-0 tại Champions League trước Bayern Munich ở trận tứ kết, nâng tổng số bàn thắng lên 45 giúp anh vượt qua Ruud van Nistelrooy và Mohamed Salah với kỷ lục 44 bàn để trở thành cầu thủ đang thi đấu tại Premier League ghi nhiều bàn thắng nhất trên mọi đấu trường. Haaland ghi hai pha kiến tạo và một bàn thắng trong chiến thắng 4–1 trên sân nhà trước đội đầu bảng Arsenal vào ngày 26 tháng 4, thu hẹp khoảng cách giữa họ và Man City trên bảng xuống chỉ còn hai điểm trong khi Man City vẫn còn hai trận trong tay.
Ngày 3 tháng 5, trong trận gặp West Ham, Haaland có bàn thắng thứ 35 trong mùa giải, phá kỷ lục trước đó của Alan Shearer và Andy Cole để trở thành cầu thủ ghi nhiều bàn thắng nhất tại giải quốc nội trong lịch sử. Một tuần sau, anh được vinh danh là cầu thủ xuất sắc nhất năm của FWA, giành chiến thắng với tỷ lệ phiếu bầu kỷ lục 82%. Danh hiệu đầu tiên của Haaland cùng Man City là chức vô địch Ngoại Hạng Anh 2022-23 giành được vào ngày 20 tháng 5. Ngay trong mùa giải đầu tiên anh giành giải Chiếc giày vàng Premier League với 36 bàn sau 35 lần ra sân thiết lập một kỷ lục mới về số bàn thắng trong một mùa Ngoại Hạng.
Haaland tiếp tục giành danh hiệu thứ hai cùng câu lạc bộ sau khi đánh bại Manchester United tại trận chung kết FA Cup vào ngày 3 tháng 6. Sau đó anh chơi trọn 90 phút tại chung kết Champions League gặp Inter Milan, với chiến thắng 1-0 của Man City giúp họ giành chức vô địch Champions League đầu tiên trong lịch sử và cũng giành cú ăn ba lịch sử trở thành đội bóng Anh thứ hai làm được điều này. Với 12 bàn tại giải, Haaland là vua phá lưới Champions League mùa giải, cùng Messi trở thành cầu thủ duy nhất giành giải thưởng hai lần khi chưa đầy 23 tuổi. Tới tháng 8 anh giành giải Cầu thủ nam xuất sắc nhất năm của UEFA xếp trên Messi và người đồng đội Kevin De Bruyne.

#### 2023-24: Mùa giải thứ hai tại Anh

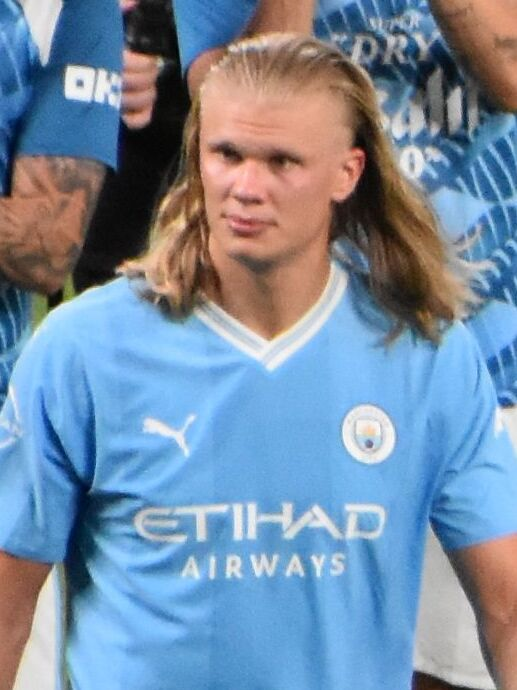
Haaland trong màu áo Man City năm 2023

Manchester City bắt đầu mùa giải Premier League 2023–24 vào ngày 11 tháng 8 năm 2023, với Haaland ghi một cú đúp trong chiến thắng 3–0 trên sân khách trước đội mới thăng hạng Burnley. Chỉ vài ngày sau, Haaland giành được chiếc cúp đầu tiên trong mùa giải sau chiến thắng của Man City trước đội vô địch Europa League Sevilla ở Siêu cúp châu Âu; mặc dù không ghi bàn trong trận đấu, anh ấy đã thực hiện được quả phạt đền đầu tiên trong loạt luân lưu mở đường cho chiến thắng của đội bóng. Vào ngày 29 tháng 8, Haaland được vinh danh là Cầu thủ xuất sắc nhất năm của PFA, trước đó đã được đưa vào PFA Team of the Year cho Premier League.
Sau khi lập hat-trick cấp câu lạc bộ thứ bảy cộng với một pha kiến tạo vào lưới Fulhamvào ngày 2 tháng 9, Haaland trở thành cầu thủ nhanh nhất đóng góp 50 bàn ở Premier League (bàn thắng và đường kiến tạo); chỉ với 39 lần ra sân ở giải đấu này, anh đã vượt qua kỷ lục trước đó của Andy Cole tới 4 trận. Vào ngày 25 tháng 10, Haaland ghi hai bàn thắng đầu tiên trong mùa giải tại Champions League trong chiến thắng 3–1 trước Young Boys. Vào ngày 29 tháng 10, anh ghi hai bàn thắng và một pha kiến tạo trong chiến thắng 3-0 trước Manchester United tại Old Trafford. Ngày hôm sau, anh được trao Cúp Gerd Müller tại lễ trao giải Quả bóng vàng 2023, được trao cho cầu thủ ghi nhiều bàn thắng nhất cho câu lạc bộ và quốc gia trong một mùa giải.  Vào ngày 25 tháng 11, Haaland trở thành cầu thủ ghi 50 bàn nhanh nhất ở Premier League trong trận hòa 1-1 với Liverpool; chỉ với 48 lần ra sân, anh đã đánh bại kỷ lục 65 trận trước đó của Andy Cole. Sau khi dính chấn thương căng xương ở bàn chân vào đầu tháng 12, Haaland sẽ phải nghỉ thi đấu gần hai tháng, bao gồm cả thành công của Man City tại FIFA Club World Cup 2023, và sẽ không trở lại sân cỏ cho đến cuối tháng 1 năm 2024.
Vào ngày 20 tháng 2 năm 2024, Haaland ghi bàn thắng duy nhất trong chiến thắng trên sân nhà trước Brentford, cùng với Harry Kane trở thành cầu thủ duy nhất ghi bàn vào lưới mọi đội bóng Premier League mà họ từng đối đầu. Một tuần sau, anh ghi tới 5 bàn trong trận gặp Luton Town tại vòng năm FA Cup, ngang bằng với kỷ lục ghi nhiều bàn nhất cho câu lạc bộ trong một trận đấu FA Cup, kỷ lục trước đó là của Frank Roberts vào năm 1926 và Bobby Marshall vào năm 1930. Ngoài ra, bàn thắng đó là lần đầu tiên kể từ 1970 thành tích ghi được 5 bàn tại giải đấu mới được lặp lại, người gần nhất làm được là George Best. Vào ngày 4 tháng 5, Haaland ghi 4 bàn trong chiến thắng 5–1 trước Wolverhampton, đây cũng là hat-trick đầu tiên trong năm của anh và là cú hat-trick thứ ba của mùa giải ở mọi đấu trường.

## Sự nghiệp quốc tế

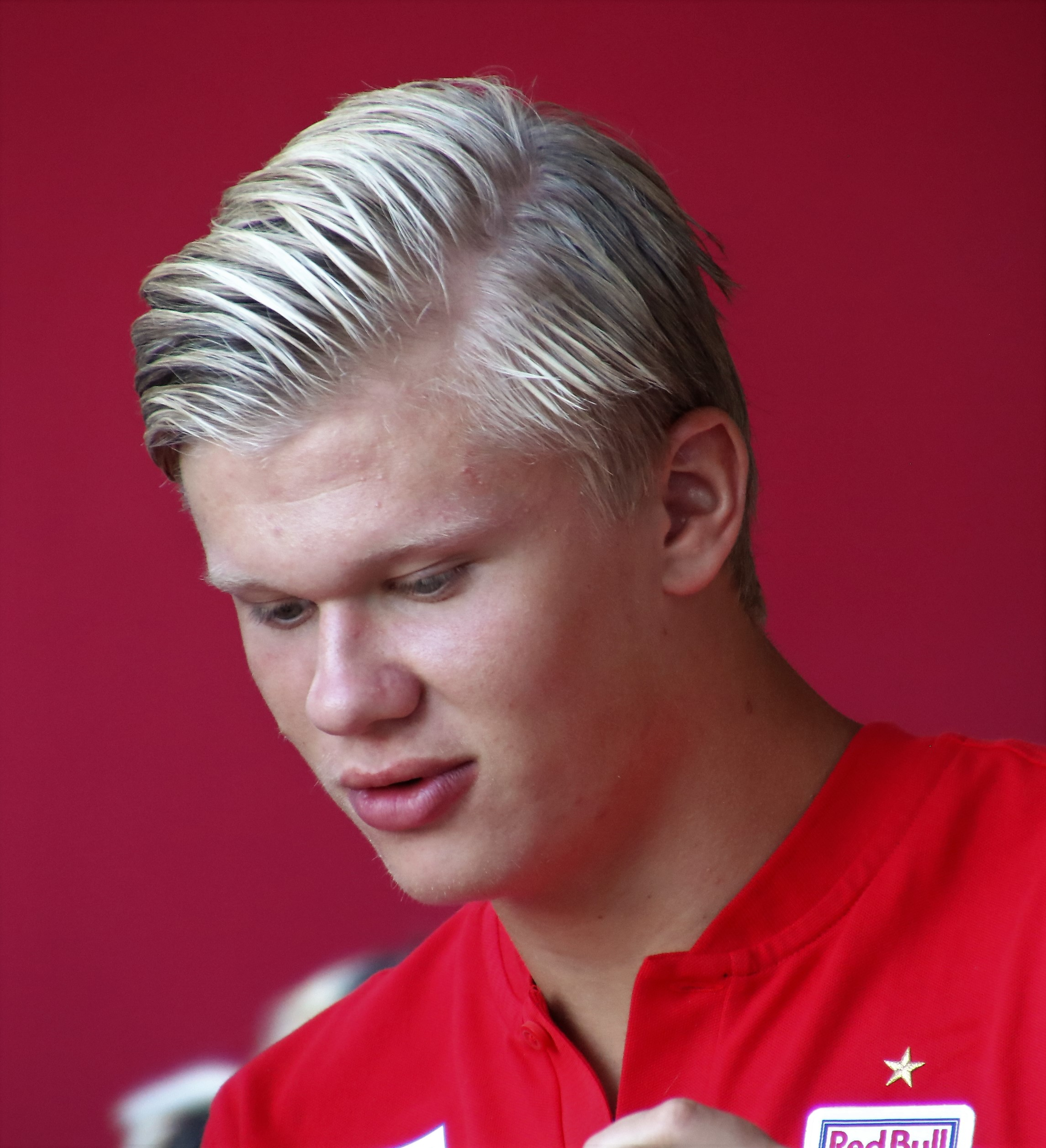
Sự kiện từ thiện của các Câu lạc bộ Cổ động viên FC RB Salzburg.

### Đội tuyển quốc gia
Do sinh ra ở Anh nên Haaland đủ điều kiện để khoác áo đội tuyển Anh, nhưng huấn luyện viên Gareth Southgate cho biết cầu thủ này chỉ muốn chơi cho Na Uy. Haaland được huấn luyện viên Lars Lagerbäck gọi vào đội tuyển quốc gia Na Uy vào ngày 28 tháng 8 năm 2019, để đối đầu với Malta và Thụy Điển trong các trận đấu ở vòng loại UEFA Euro 2020; anh có trận ra mắt đội tuyển quốc gia vào ngày 5 tháng 9 năm 2019, gặp Malta. Ngày 4 tháng 9 năm 2020, Haaland ghi bàn thắng quốc tế đầu tiên cho Na Uy trong trận thua 1–2 trước Áo ở UEFA Nations League B 2020–21. Ba ngày sau, anh lập một cú đúp trong chiến thắng 5–1 trước Bắc Ireland. Ngày 11 tháng 10, Haaland lập hat-trick quốc tế đầu tiên trong chiến thắng 4–0 của Na Uy trước Romania tại Nations League B, nâng lên 6 bàn thắng của anh cho đội tuyển quốc gia Na Uy trong mọi trận đấu quốc tế.
Ngày 8 tháng 9 năm 2021, Haaland đã ghi 5 bàn thắng sau ba lần ra sân ở vòng loại World Cup 2022, trong đó có cú hat-trick thứ hai cho Na Uy trong chiến thắng 5–1 trước Gibraltar.

## Phong cách thi đấu

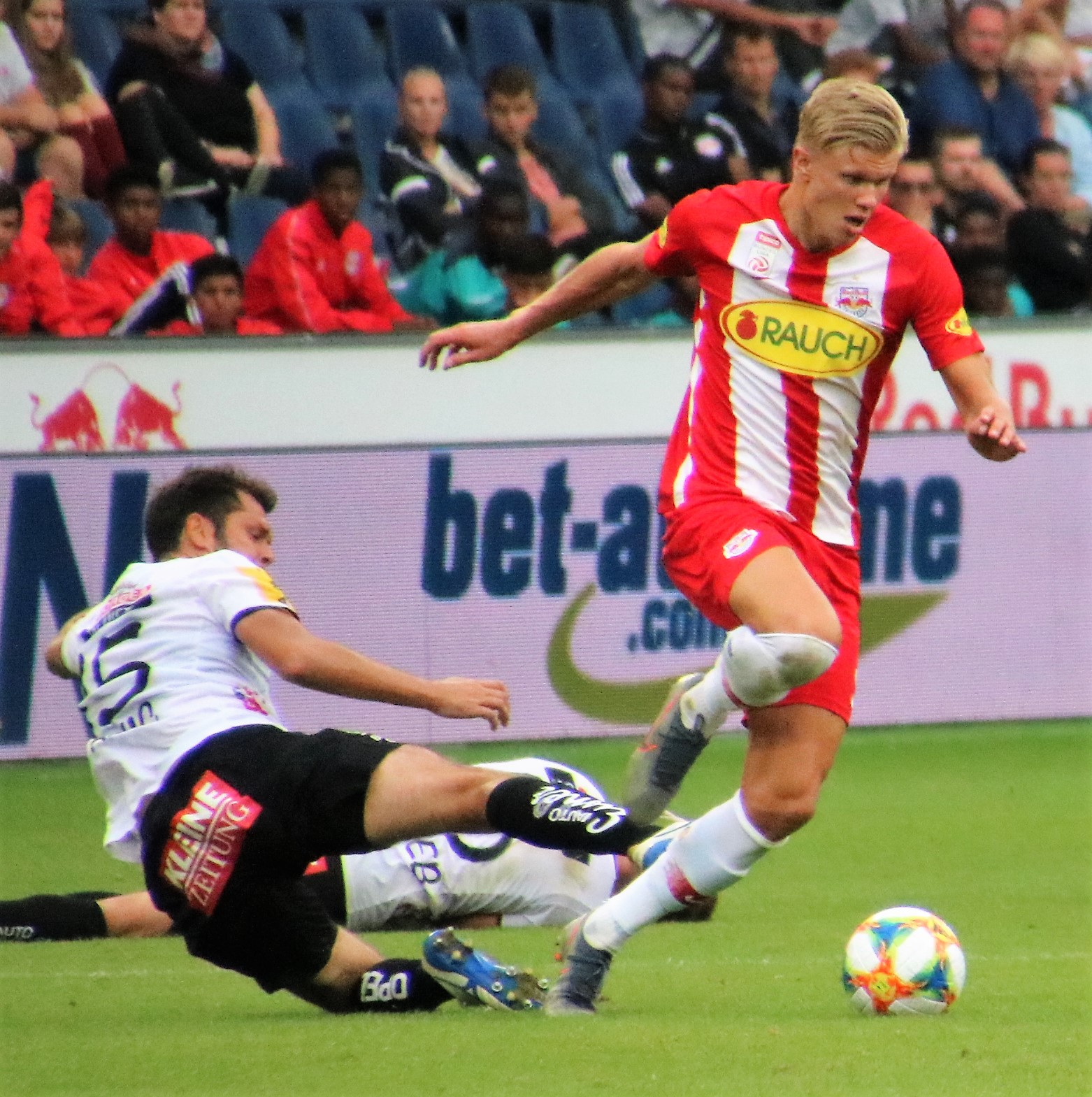
Haaland vượt qua sự truy cản của một hậu vệ trong thời gian anh ở Salzburg vào năm 2019

Được công nhận nhờ khả năng tăng tốc và tốc độ bùng nổ, thể lực, vị trí, sức mạnh và đi bóng chính xác, những pha chạy chỗ phía sau hậu vệ của Haaland thường khiến anh ở những vị trí lý tưởng để ghi bàn. Haaland cũng nhanh chóng nhận ra khi đối thủ đang bận tâm đến bóng, dẫn đến việc anh lao vào những khoảng trống được mở ra giữa các hậu vệ để đưa ra một sự lựa chọn tuyệt vời cho đồng đội của mình. Trong suốt sự nghiệp của mình, Haaland đã tự khẳng định mình là một tay săn bàn đa năng, với khả năng ghi bàn từ những cú sút xa uy lực, những pha dứt điểm cận thành, những pha dứt điểm một đối một với thủ môn, đánh đầu và những pha đi bóng.
Là một cầu thủ đồng đội, Haaland cũng là một người đọc lối chơi theo bản năng và rất nhanh chóng, điều này góp phần giúp anh có những cú bật nhảy nhanh chóng với thể hình to lớn để dễ dàng giành được bóng hoặc thực hiện các pha chuyền dài cho cầu thủ chạy sau. Trong thời gian ở Dortmund, việc anh tạo ra khoảng trống đã giúp cho các cầu thủ như Jadon Sancho, Achraf Hakimi và Thorgan Hazard có không gian để kiến tạo hoặc ghi bàn. Khi Haaland lùi sâu để liên kết lối chơi, anh cũng đóng vai trò như một mấu chốt thông qua việc dùng sức mạnh để giữ bóng.
Haaland có thể xoay chuyển sang trạng thái phòng thủ ngay lập tức và vượt qua họ trong khi đang tấn công và sự thay đổi hướng di chuyển của anh. Ngoài ra, thay vì phạm lỗi, anh thường giữ thăng bằng khi bị tác động. Anh thường được công nhận với những pha chạy nước rút, đạt tốc độ tối đa 36 km/h. Thời gian chạy chính xác cho phép anh vượt lên trước đến những nới hoàn hảo mà không bị cản trở và các chuyển động của anh — bao gồm cả zic zắc, di chuyển kép và stop-go—khiến anh trở nên khó nắm bắt với những mục tiêu của mình. Điều này đặc biệt có lợi khi ở trong vòng cấm, vì anh có cơ hội để vượt qua khung thành, tấn công cột sau hoặc đánh bại đối phương để chiếm lấy các khu vực nguy hiểm cho những đường cắt bóng.
Haaland đã bị ảnh hưởng từ lối chơi của Cristiano Ronaldo, Zlatan Ibrahimović, Ole Gunnar Solskjær và Michu.

## Thống kê sự nghiệp

### Câu lạc bộ
Tính đến ngày 30 tháng 6 năm 2025
| Câu lạc bộ          | Mùa giải            | Giải đấu                     | Giải đấu | Giải đấu | Cúp Quốc gia | Cúp Quốc gia | Cúp Liên đoàn | Cúp Liên đoàn | Châu Âu | Châu Âu | Khác | Khác | Tổng cộng | Tổng cộng |
| Câu lạc bộ          | Mùa giải            | Hạng                         | Trận     | Bàn      | Trận         | Bàn          | Trận          | Bàn           | Trận    | Bàn     | Trận | Bàn  | Trận      | Bàn       |
| ------------------- | ------------------- | ---------------------------- | -------- | -------- | ------------ | ------------ | ------------- | ------------- | ------- | ------- | ---- | ---- | --------- | --------- |
| Bryne FK 2          | 2015                | 3. divisjon                  | 3        | 2        | —            | —            | —             | —             | —       | —       | —    | —    | 3         | 2         |
| Bryne FK 2          | 2016                | 3. divisjon                  | 11       | 16       | —            | —            | —             | —             | —       | —       | —    | —    | 11        | 16        |
| Bryne FK 2          | Tổng cộng           | Tổng cộng                    | 14       | 18       | —            | —            | —             | —             | —       | —       | —    | —    | 14        | 18        |
| Bryne FK            | 2016                | 1. divisjon                  | 16       | 0        | 0            | 0            | —             | —             | —       | —       | —    | —    | 16        | 0         |
| Molde FK 2          | 2017                | 3. divisjon                  | 4        | 2        | —            | —            | —             | —             | —       | —       | —    | —    | 4         | 2         |
| Molde FK            | 2017                | Eliteserien                  | 14       | 2        | 6            | 2            | —             | —             | —       | —       | —    | —    | 20        | 4         |
| Molde FK            | 2018                | Eliteserien                  | 25       | 12       | 0            | 0            | —             | —             | 5       | 4       | —    | —    | 30        | 16        |
| Molde FK            | Tổng cộng           | Tổng cộng                    | 39       | 14       | 6            | 2            | —             | —             | 5       | 4       | —    | —    | 50        | 20        |
| Red Bull Salzburg   | 2018–19             | Austrian Football Bundesliga | 2        | 1        | 2            | 0            | —             | —             | 1       | 0       | —    | —    | 5         | 1         |
| Red Bull Salzburg   | 2019–20             | Austrian Football Bundesliga | 14       | 16       | 2            | 4            | —             | —             | 6       | 8       | —    | —    | 22        | 28        |
| Red Bull Salzburg   | Tổng cộng           | Tổng cộng                    | 16       | 17       | 4            | 4            | —             | —             | 7       | 8       | —    | —    | 27        | 29        |
| Borussia Dortmund   | 2019–20             | Bundesliga                   | 15       | 13       | 1            | 1            | —             | —             | 2       | 2       | —    | —    | 18        | 16        |
| Borussia Dortmund   | 2020–21             | Bundesliga                   | 28       | 27       | 4            | 3            | —             | —             | 8       | 10      | 1    | 1    | 41        | 41        |
| Borussia Dortmund   | 2021–22             | Bundesliga                   | 24       | 22       | 2            | 4            | —             | —             | 3       | 3       | 1    | 0    | 30        | 29        |
| Borussia Dortmund   | Tổng cộng           | Tổng cộng                    | 67       | 62       | 7            | 8            | —             | —             | 13      | 15      | 2    | 1    | 89        | 86        |
| Manchester City     | 2022–23             | Premier League               | 35       | 36       | 4            | 3            | 2             | 1             | 11      | 12      | 1    | 0    | 53        | 52        |
| Manchester City     | 2023–24             | Premier League               | 31       | 27       | 3            | 5            | 0             | 0             | 9       | 6       | 2    | 0    | 45        | 38        |
| Manchester City     | 2024–25             | Premier League               | 31       | 22       | 3            | 1            | 0             | 0             | 9       | 8       | 5    | 3    | 48        | 34        |
| Manchester City     | Tổng cộng           | Tổng cộng                    | 97       | 85       | 10           | 9            | 2             | 1             | 29      | 26      | 8    | 3    | 146       | 124       |
| Tổng cộng sự nghiệp | Tổng cộng sự nghiệp | Tổng cộng sự nghiệp          | 253      | 198      | 27           | 23           | 2             | 1             | 54      | 53      | 10   | 4    | 346       | 279       |

1. ↑  Bao gồm Cúp bóng đá Na Uy, Cúp bóng đá Áo, DFB-Pokal và FA Cup
2. ↑  Bao gồm EFL Cup
3. 1 2  Số lần ra sân tại UEFA Europa League
4. 1 2 3 4 5 6 7  Ra sân tại UEFA Champions League
5. 1 2  Ra sân tại DFL-Supercup
6. ↑  Ra sân tại FA Community Shield
7. ↑  Một lần ra sân tại FA Community Shield, một lần ra sân tại UEFA Super Cup
8. ↑  Một lần ra sân tại FA Community Shield, bốn lần ra sân và ba bàn thắng tại FIFA Club World Cup

### Đội tuyển quốc gia
Tính đến ngày 9 tháng 6 năm 2025
| Đội tuyển quốc gia | Năm       | Trận | Bàn |
| ------------------ | --------- | ---- | --- |
| Na Uy              | 2019      | 2    | 0   |
| Na Uy              | 2020      | 5    | 6   |
| Na Uy              | 2021      | 8    | 6   |
| Na Uy              | 2022      | 8    | 9   |
| Na Uy              | 2023      | 6    | 6   |
| Na Uy              | 2024      | 10   | 11  |
| Na Uy              | 2025      | 4    | 4   |
| Tổng cộng          | Tổng cộng | 43   | 42  |

## Danh hiệu

### Câu lạc bộ

#### Red Bull Salzburg
- Austrian Bundesliga: 2018–19[101]
- Austrian Cup: 2018–19[101]

#### Borussia Dortmund
- DFB-Pokal: 2020–21[105]

#### Manchester City
- Premier League: 2022–23,[4] 2023–24[4]
- FA Cup: 2022–23[106]
- FA Community Shield: 2024[107]
- UEFA Champions League: 2022–23[108]
- UEFA Super Cup: 2023[109]
- FIFA Club World Cup: 2023[110]

### Quốc tế

#### U17 Na Uy
- Syrenka Cup: 2016

### Cá nhân
- Chiếc giày vàng châu Âu: 2022–23
- Giải thưởng Cầu thủ đột phá năm của Tippeligaen: 2018[25]
- Cầu thủ Áo xuất sắc nhất năm : 2019
- Chiếc giày vàng FIFA U-20 World Cup: 2019[111]
- Cầu thủ xuất sắc nhất mùa giải Bundesliga: 2020–21
- Cầu thủ xuất sắc nhất tháng Bundesliga: Tháng Một 2020, Tháng Mười Một 2020, Tháng Bốn 2021, Tháng Tám 2021
- Tân binh xuất sắc nhất tháng Bundesliga: Tháng Một 2020, Tháng Hai 2020
- Đội hình xuất sắc nhất Bundesliga: 2020–21, 2021–22
- Cầu thủ xuất sắc nhất năm của FWA: 2022–23
- Cầu thủ Ngoại hạng Anh xuất sắc nhất mùa giải: 2022–23
- Cầu thủ trẻ Ngoại hạng Anh xuất sắc nhất mùa giải: 2022–23
- Cầu thủ xuất sắc nhất mùa giải của Manchester City: 2022-23
- Chiếc giày Vàng Premier League: 2022–23, 2023–24
- Cầu thủ xuất sắc nhất tháng của Premier League: Tháng Tám 2022, Tháng Bốn 2023
- Golden Boy: 2020
- Cầu thủ Na Uy xuất sắc nhất năm: 2020
- Đội hình xuất sắc nhất UEFA Champions League: 2020–21, 2022–23
- Tiền đạo xuất sắc nhất mùa giải của UEFA Champions League: 2020–21
- Vua phá lưới UEFA Champions League: 2020–21, 2022–23
- Đội hình tiêu biểu của năm ESM : 2019-20
- Vua phá lưới UEFA Nations League: 2020–21, 2022–23
- Cầu thủ nam xuất sắc nhất năm của UEFA : 2022-23
- Cầu thủ xuất sắc nhất năm của PFA:2022-23
- FIFA FIFPRO Men's World 11 : 2021, 2022
- PFA Team of the Year : Ngoại hạng Anh 2022-23
- Onze d'Or: 2022–23
- Quả bóng bạc châu Âu : 2023

### Kỷ lục
- Cầu thủ ghi được số bàn thắng trong một trận đấu nhiều nhất tại FIFA U-20 World Cup (9 bàn trong chiến thắng 12–0 của Na Uy trước Honduras tại Giải vô địch bóng đá U-20 thế giới 2019).[112]